# Antero Niittymäki
Antero Pertti Elias Niittymäki (Turku, 18 giugno 1980) è un ex hockeista su ghiaccio finlandese.

## Palmarès

### Olimpiadi invernali
- Argento a Torino 2006
- Bronzo a Vancouver 2010

### Mondiali
- Bronzo a Lettonia 2006